# La Cigale (brasserie)
La Cigale es una brasserie ubicada en la comuna de Nantes, en el departamento francés de Loire-Atlantique. Está catalogado como monumento histórico desde 12 de octubre de 1964.

## Historia
Situado en el lado sur de la Place Graslin, frente al teatro del mismo nombre, entre la rue Piron y la rue Regnard, fue diseñado por el arquitecto-ceramista Émile Libaudière, decorado por el escultor Émile Gaucher y el pintor Georges Levreau, y testimonia la desmesura del período Art Nouveau Fue inaugurado el 1 de abril de 1895 y M Calado fue su primera dueña.
Desde sus inicios, atrajo a los burgueses y artistas de Nantes que actuaban en el teatro Graslin. Los surrealistas, como Jacques Prévert o André Breton, tenían allí sus tertulias. Jacques Demy rodó escenas de su película Lola allí en 1961. La cervecería se utilizó más tarde como escenario de otras películas, como Levántense los cangrejos, el mar está subiendo< de Jean-Jacques Grand-Jouan, en 1983, o incluso Jacquot de Nantes de Agnès Varda, en 1991.
En 1964, se transformó en autoservicio tras un cambio de propietario, pero el local está protegido contra cualquier deterioro por la clasificación de Monumento Histórico. Amenazada con ser abandonada durante la década de 1970, volvió a su destino como cervecería en 1982].
Hoy, es un emblema de la cultura nantesa y perpetúa la tradición de las grandes cervecerías francesas del siglo XIX. 

Vues de l'intérieur
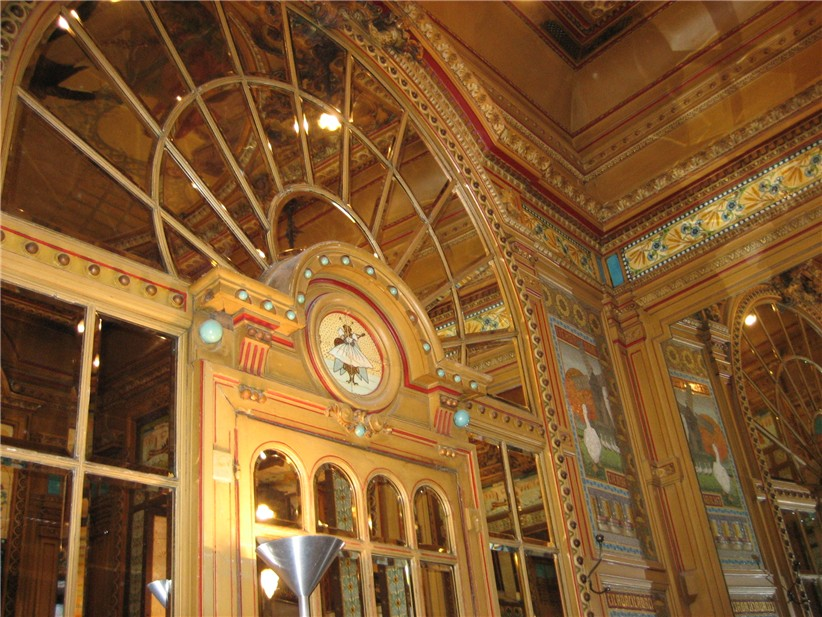
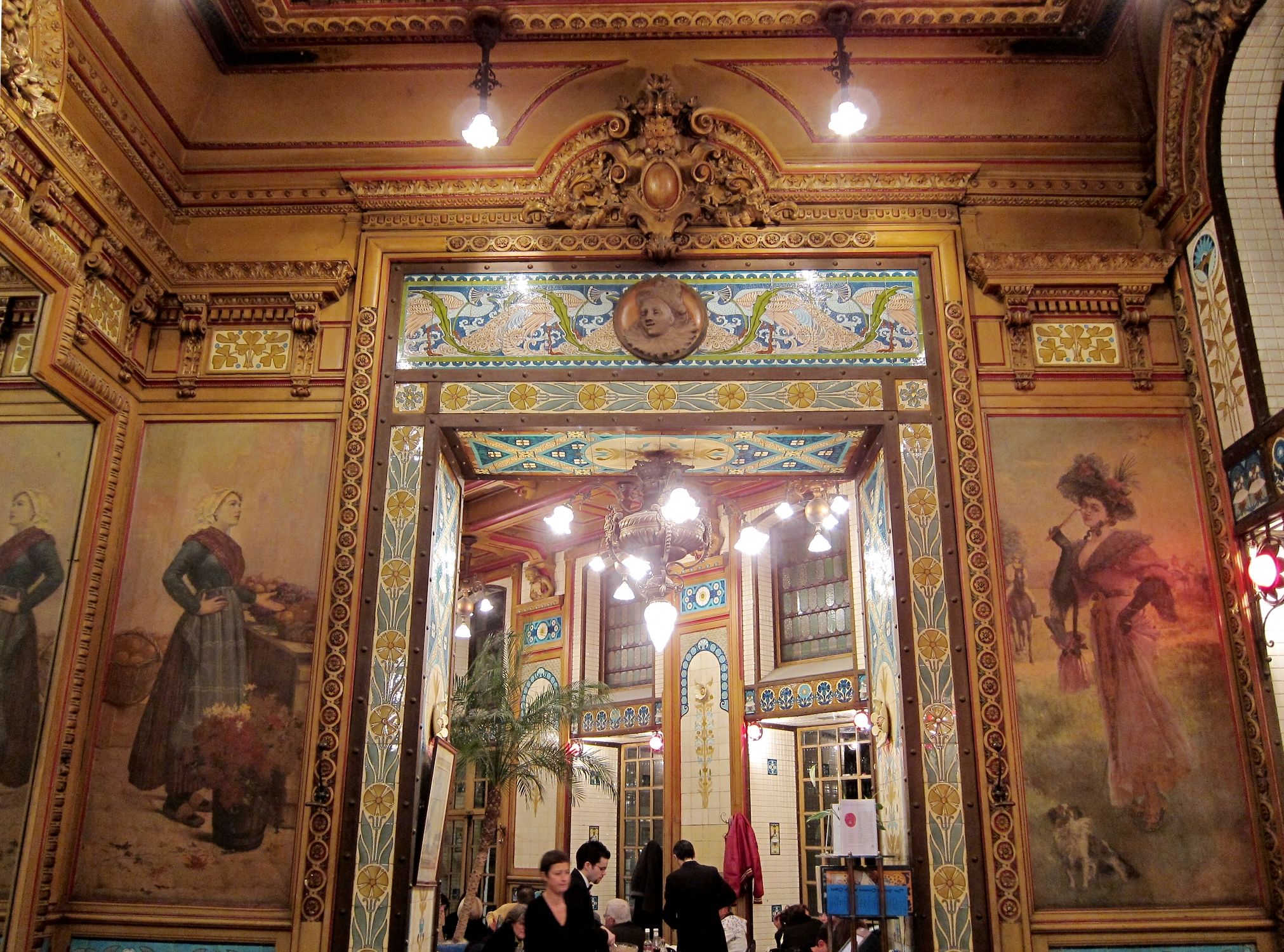
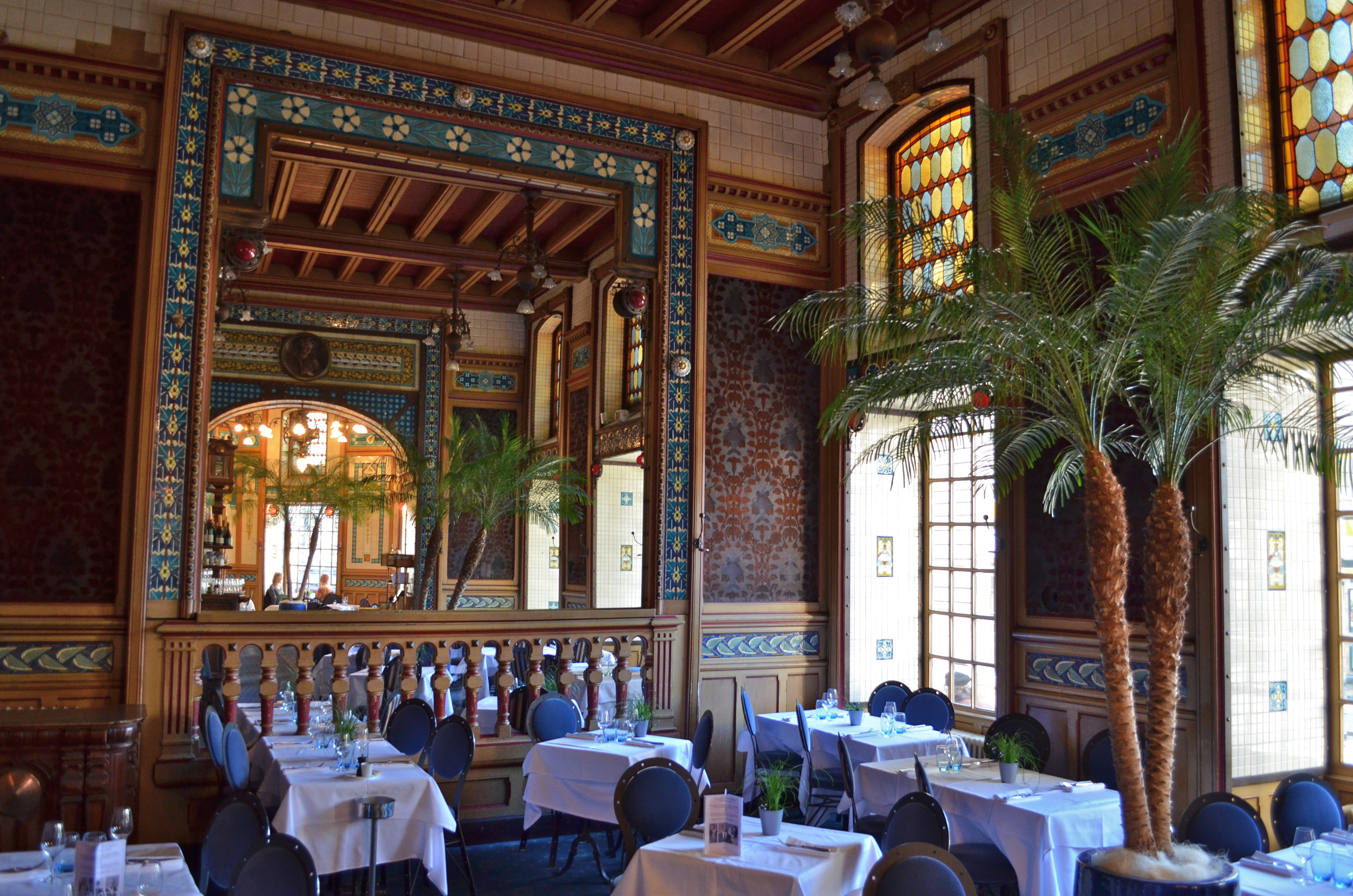
Salon du fond.
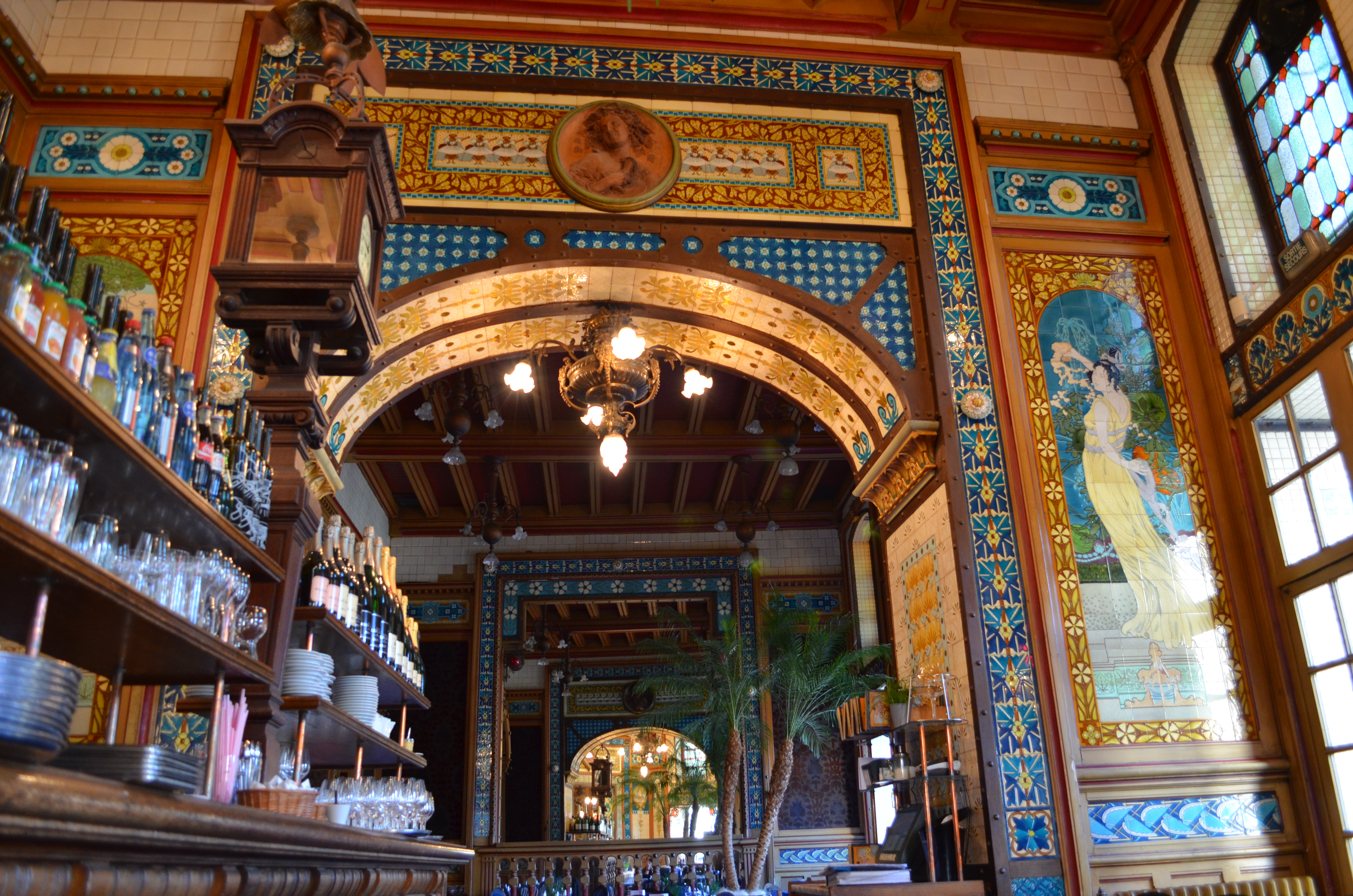
Salle du bar.
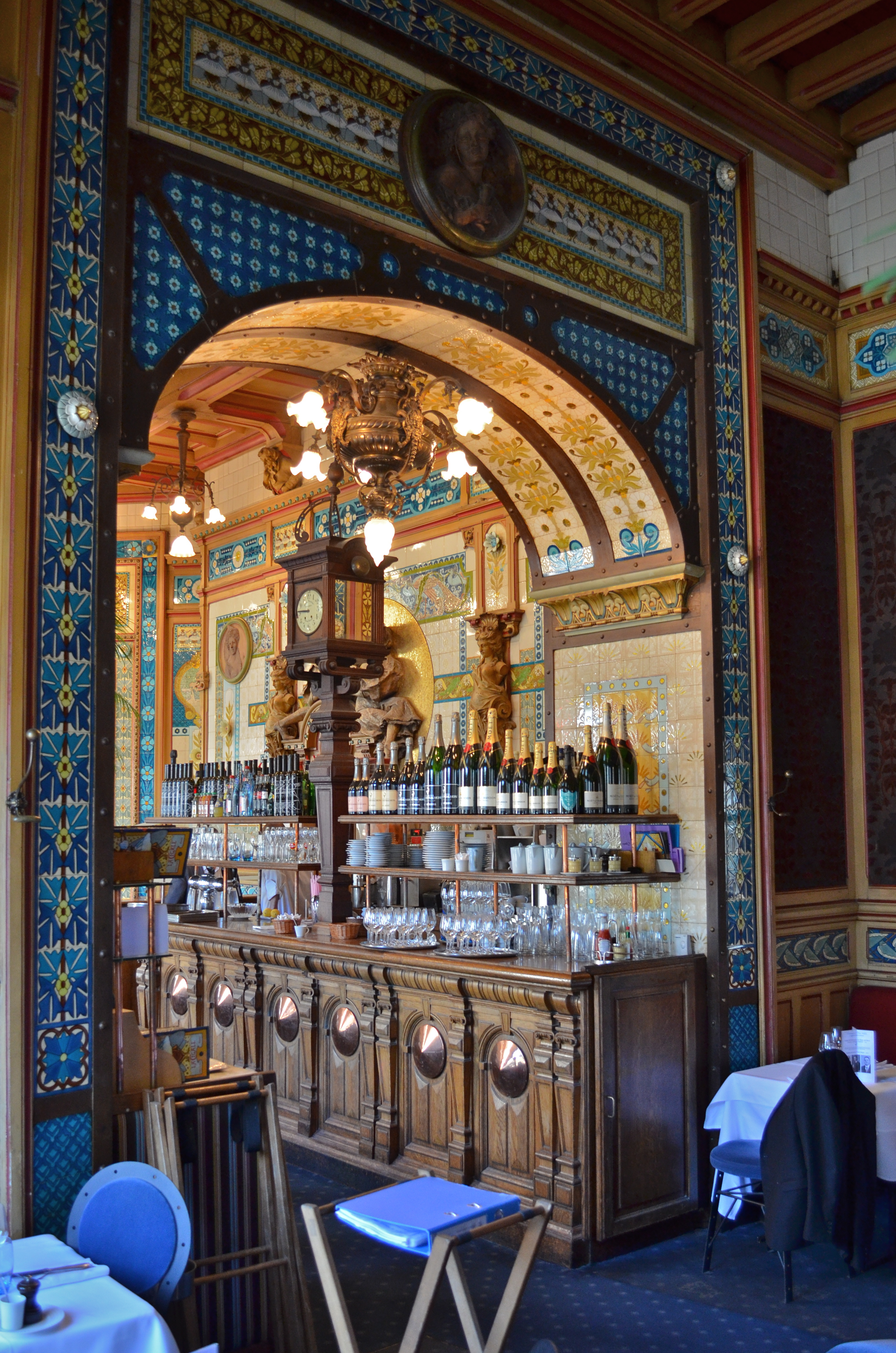
Bar vu depuis la salle du fond.
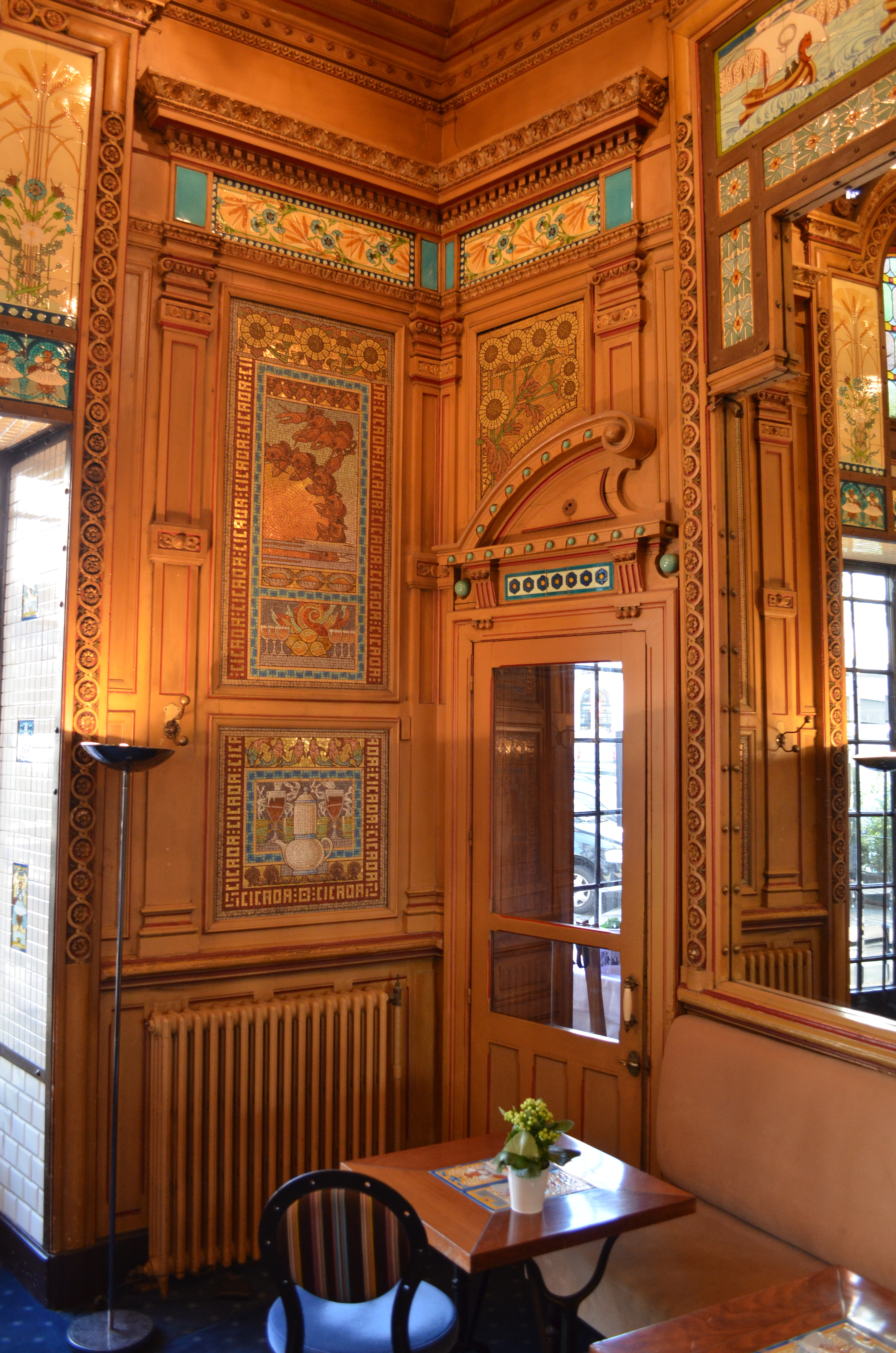
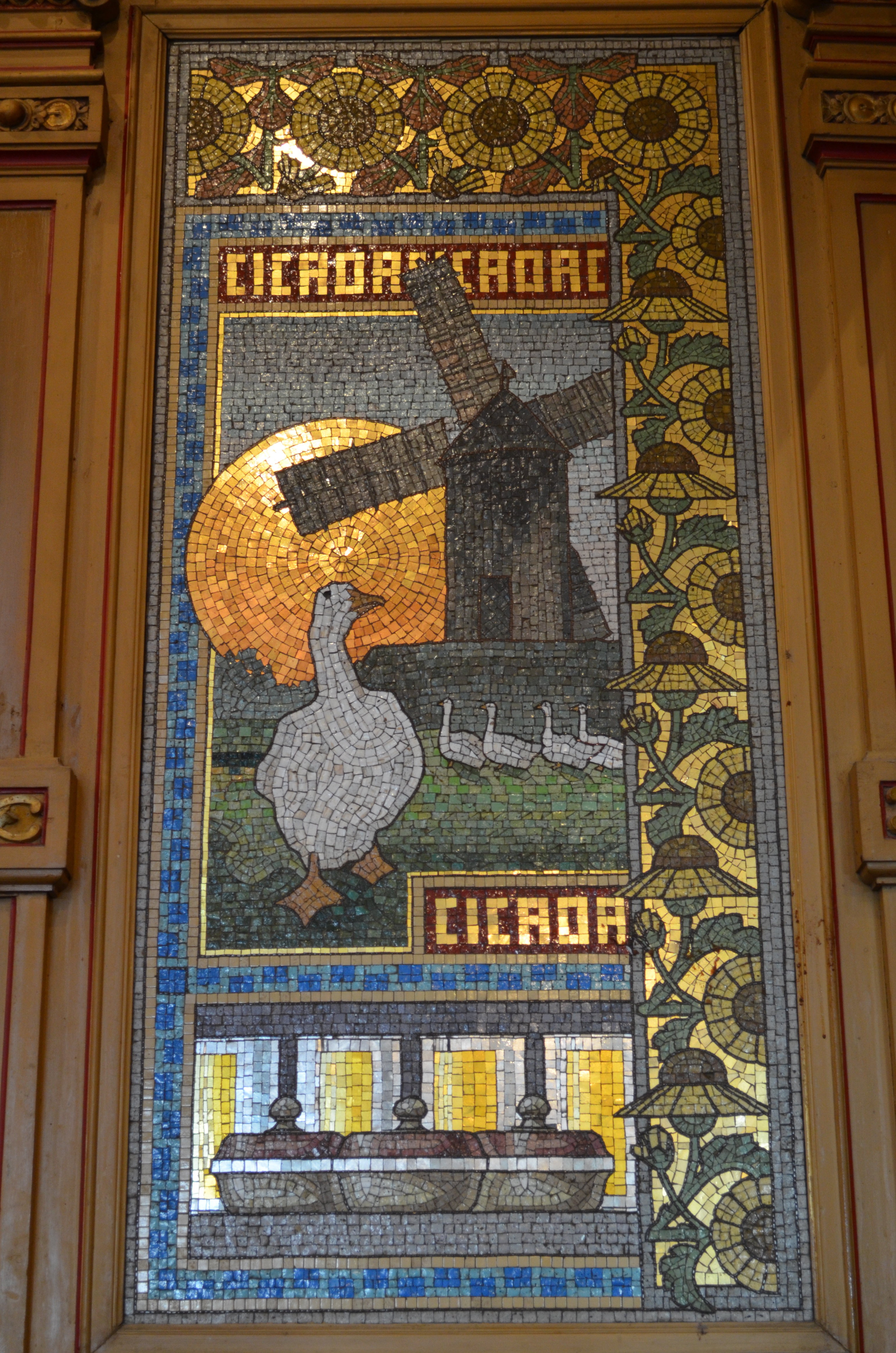
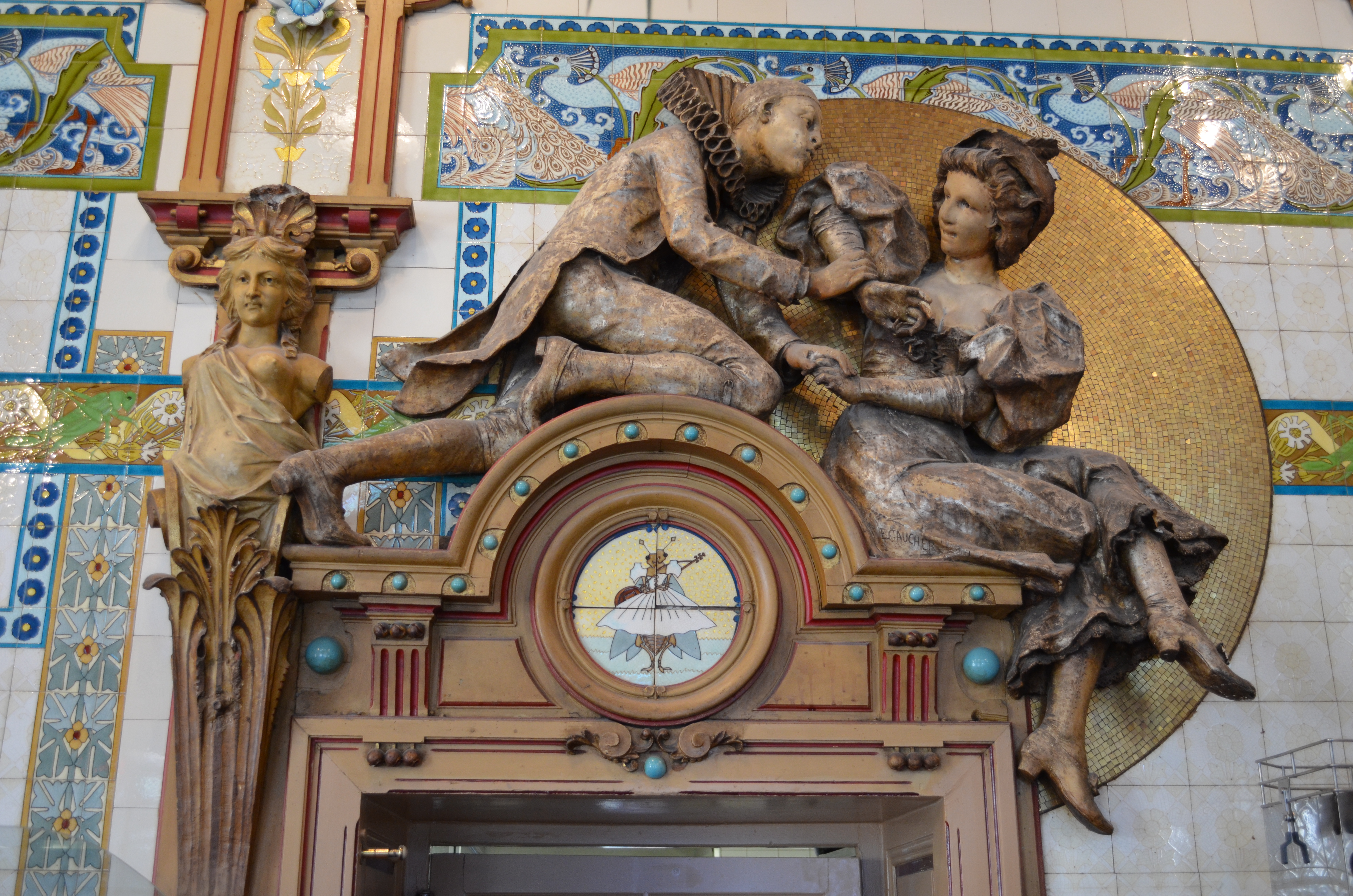
Émile Gaucher, Pierrot et Colombine.
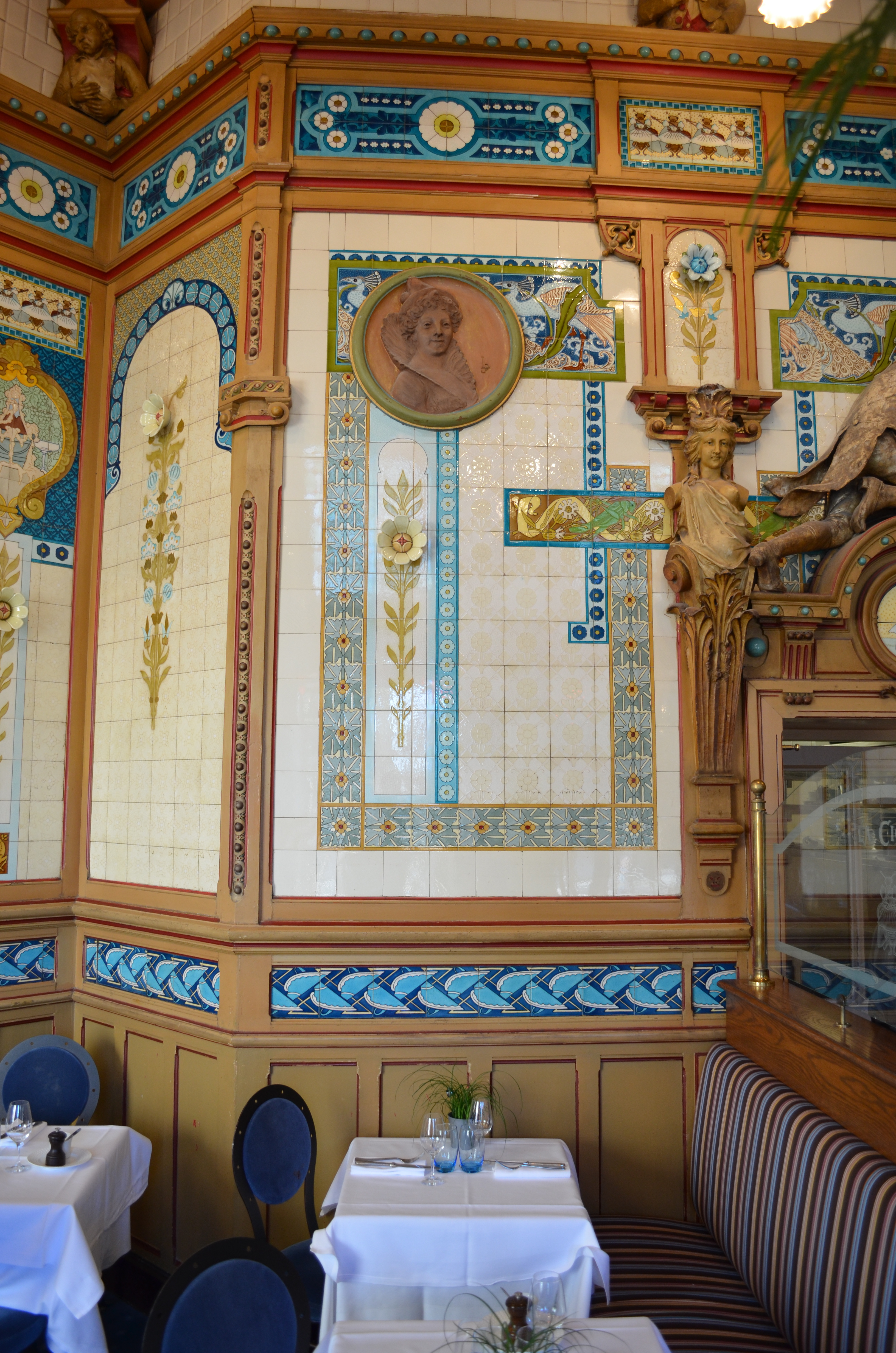
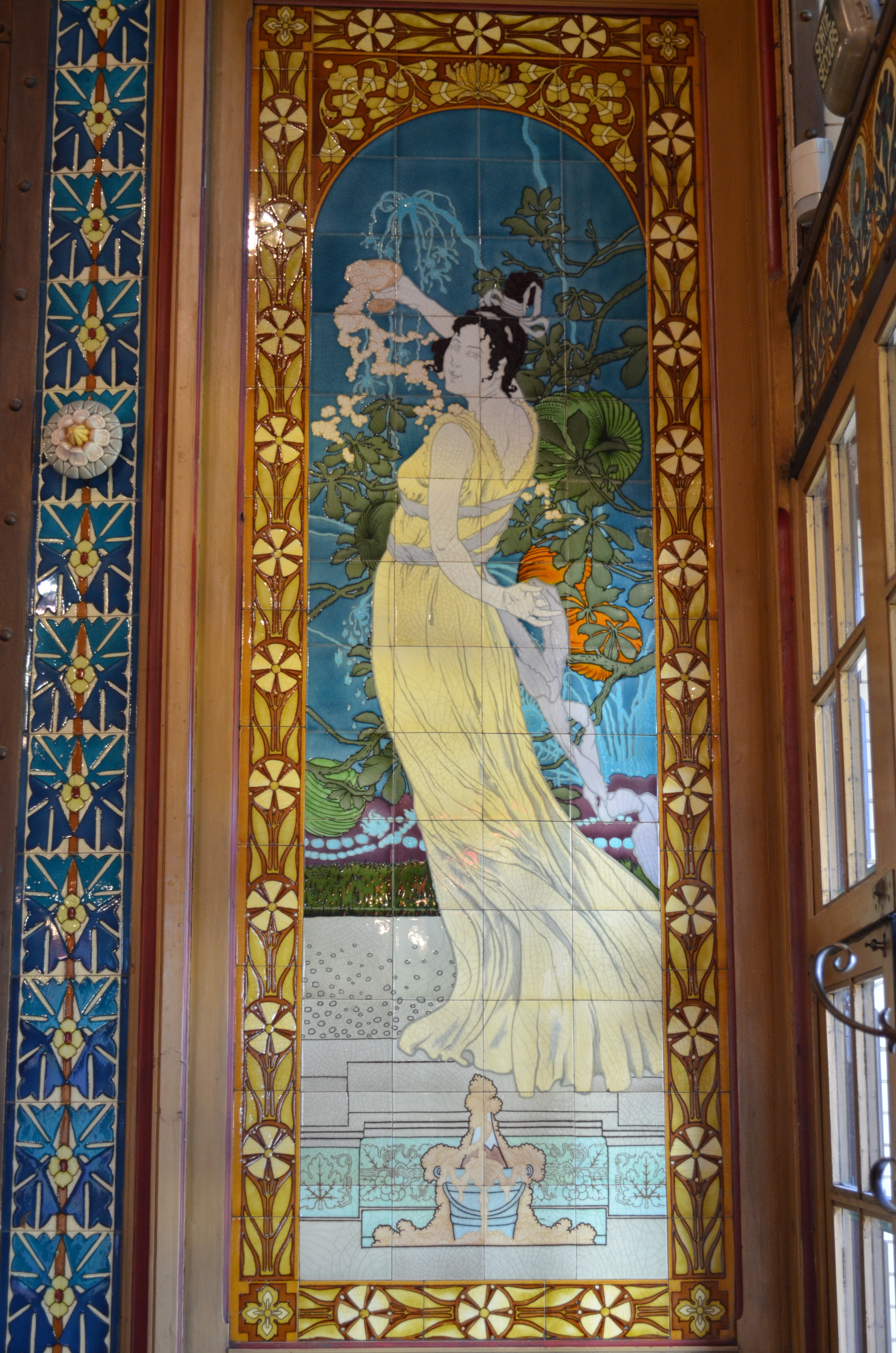
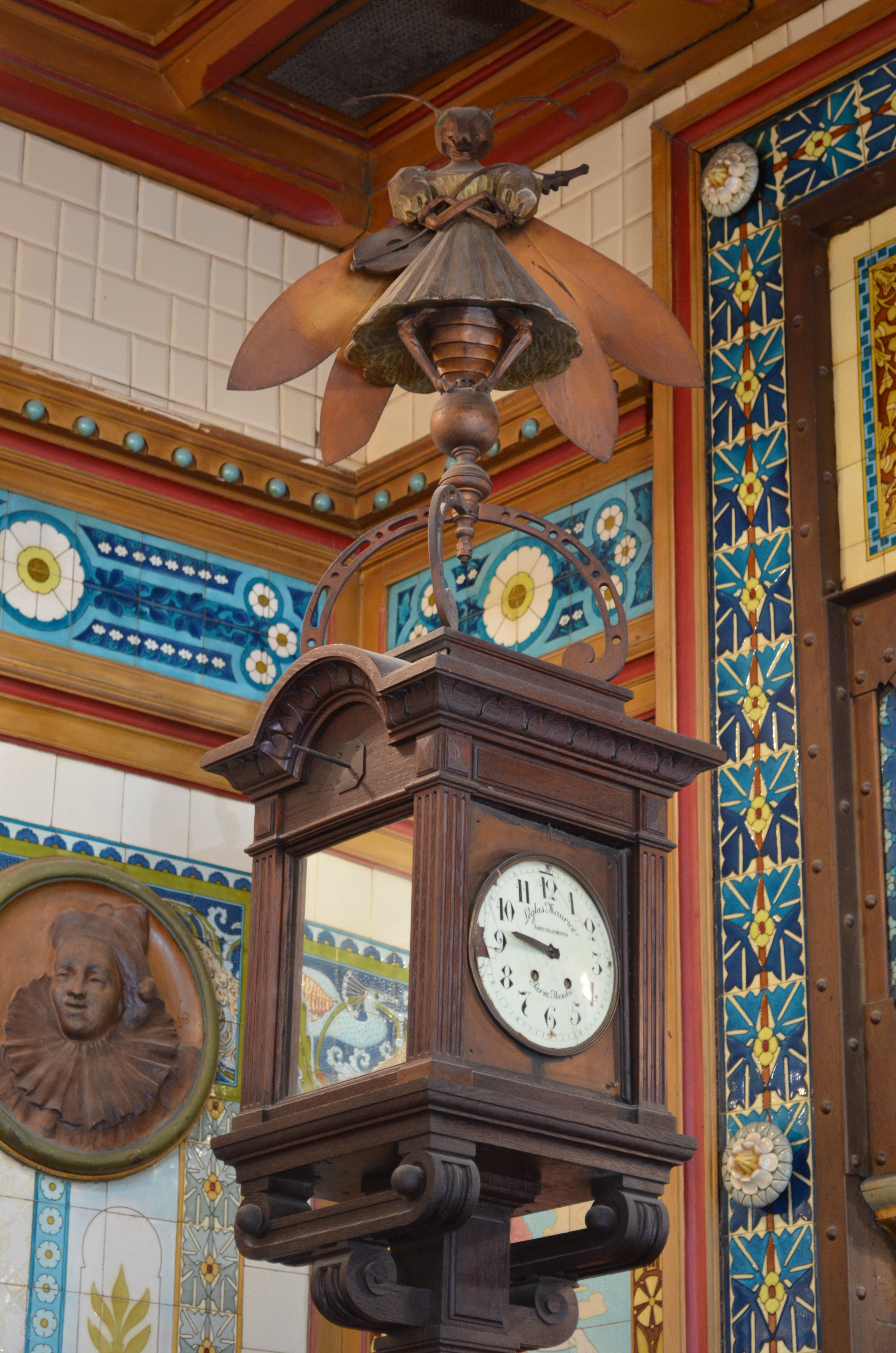
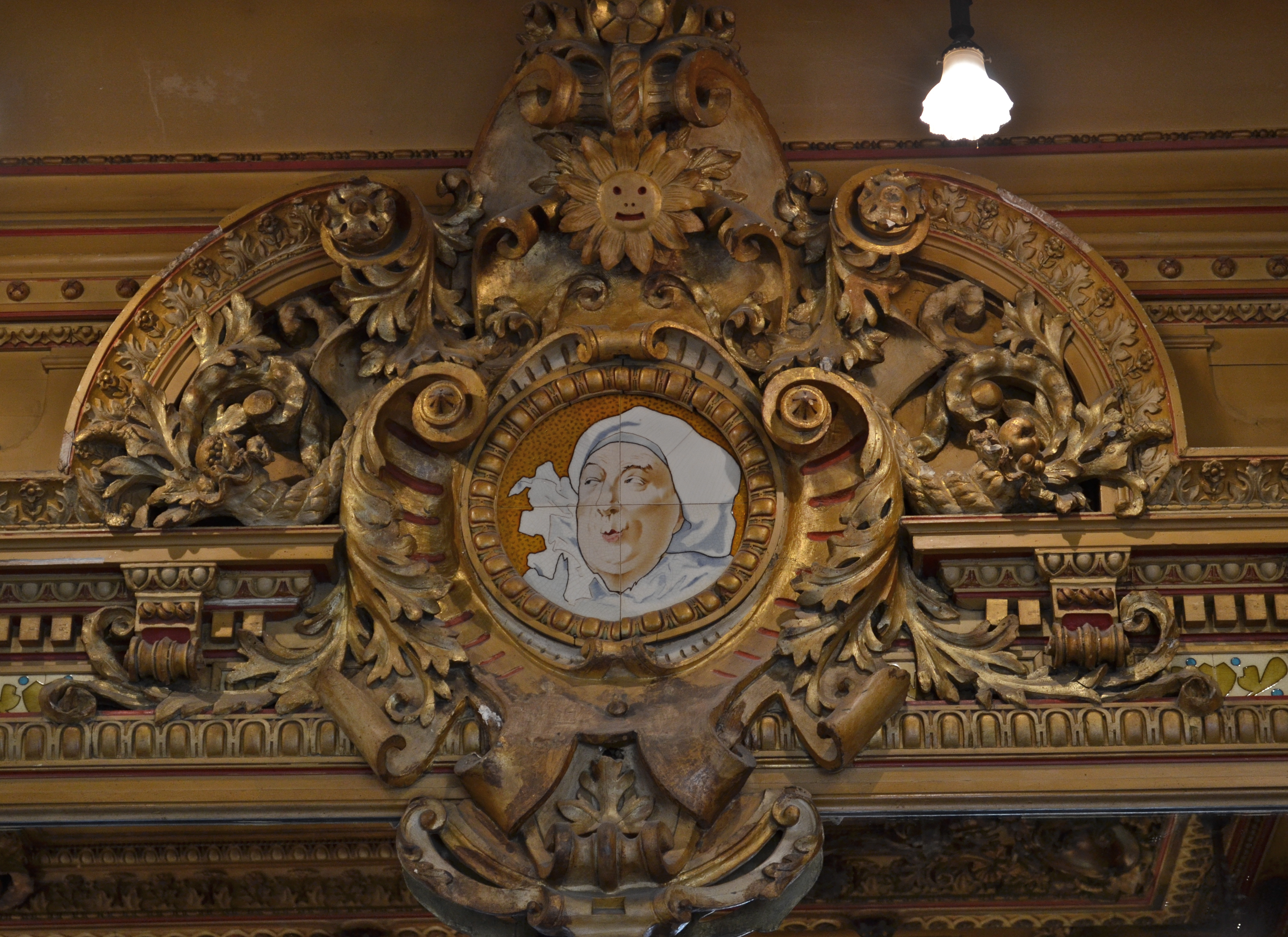
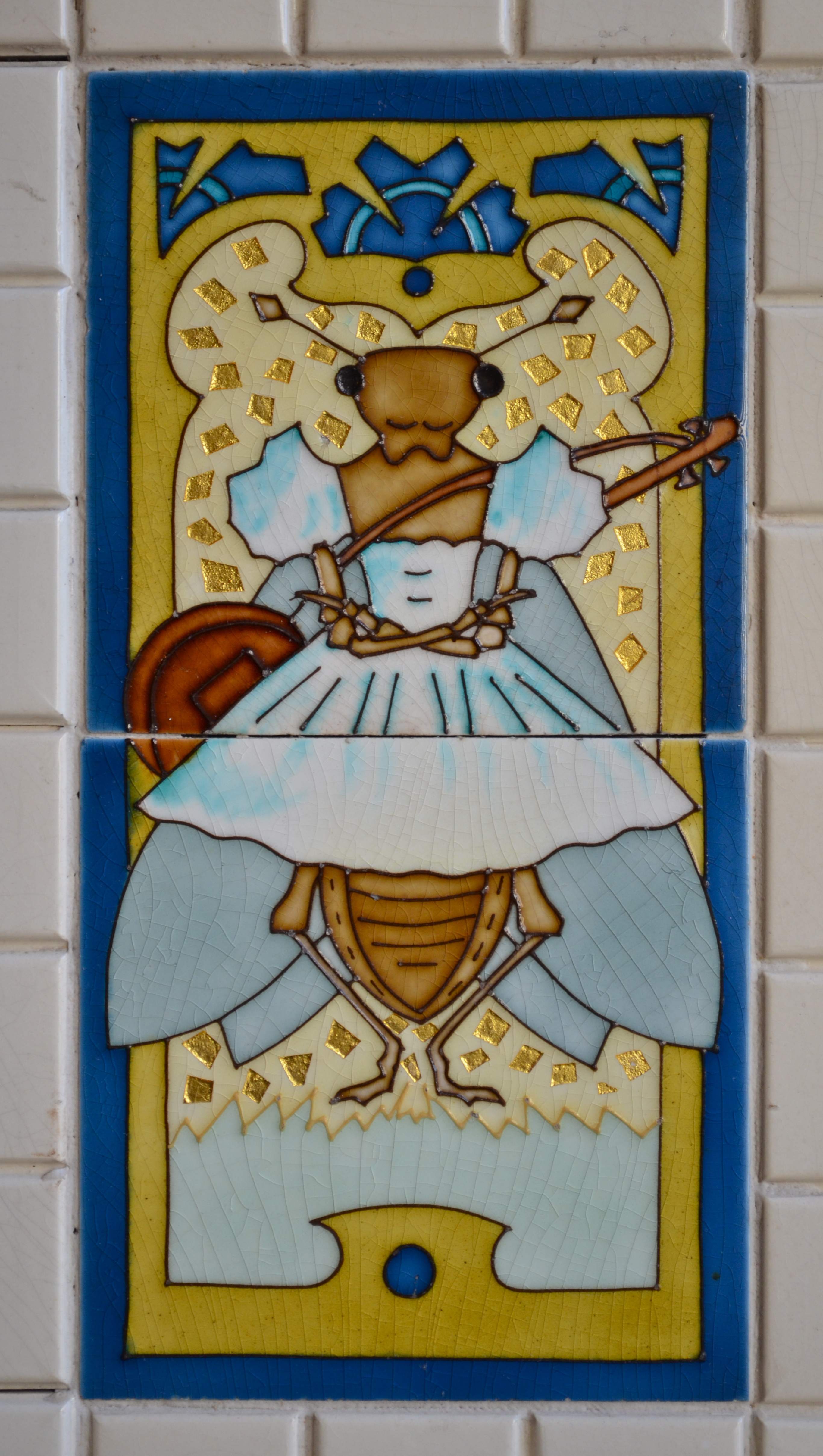
La Cigale.